# سیارک ۱۱۵۱۸
سیارک ۱۱۵۱۸ (به انگلیسی: 11518 Jung، نامگذاری:1991GB3) یازده هزار و پانصد و هجدهمین سیارک کشف شده‌است که در ۸ آوریل ۱۹۹۱ کشف شد.
قدر مطلق سیارک برابر ۱۳٫۳۰ است.